# Tanakpur
Tanakpur (hindi टनकपुर) – miasto w północnych Indiach w stanie Uttarakhand, na pogórzu Himalajów Małych.
Populacja miasta w 2001 roku wynosiła 15 810 mieszkańców.